# Derco (empresa química)

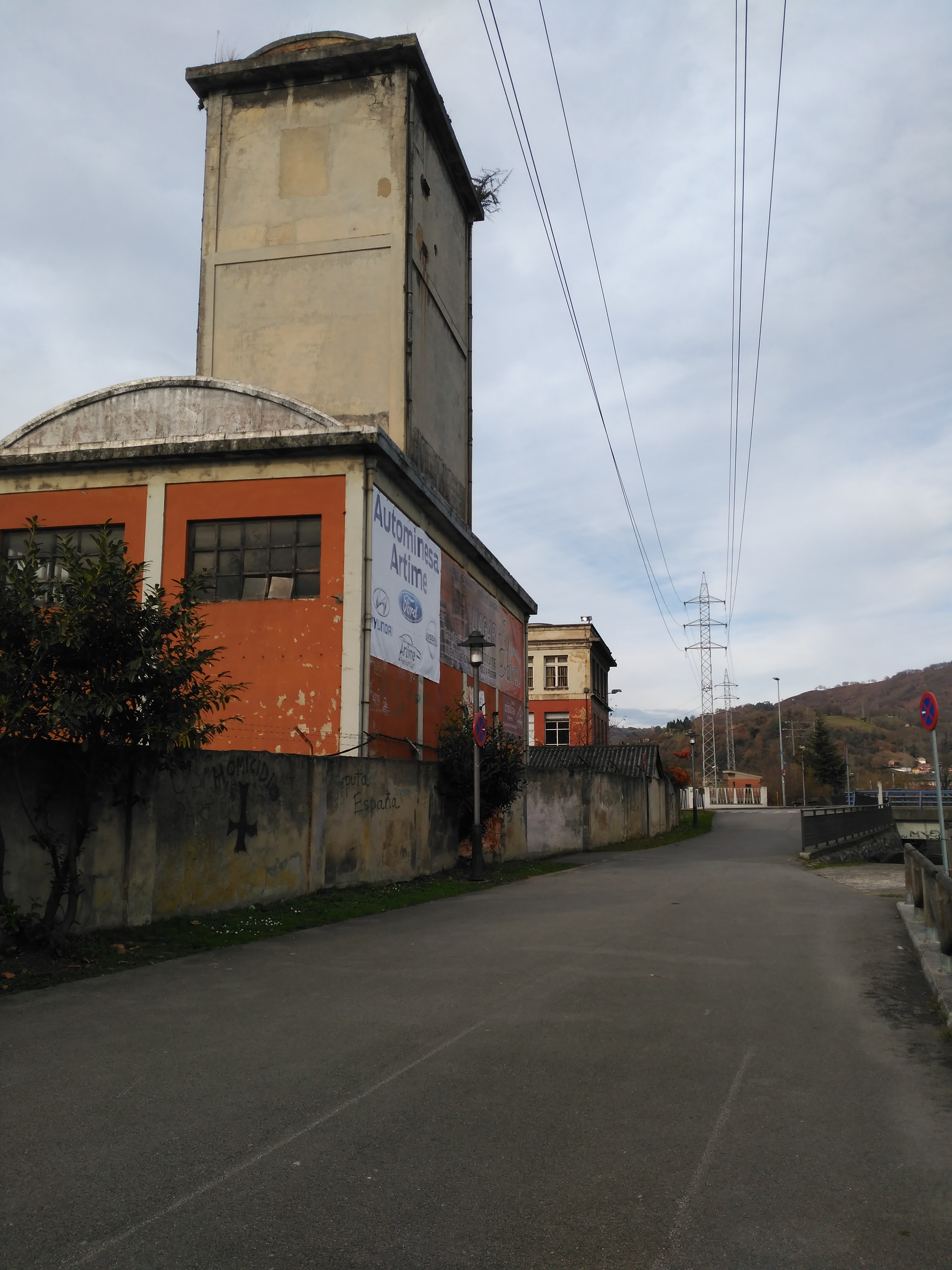
Edificio de la antigua Dercoz demolido en 2024

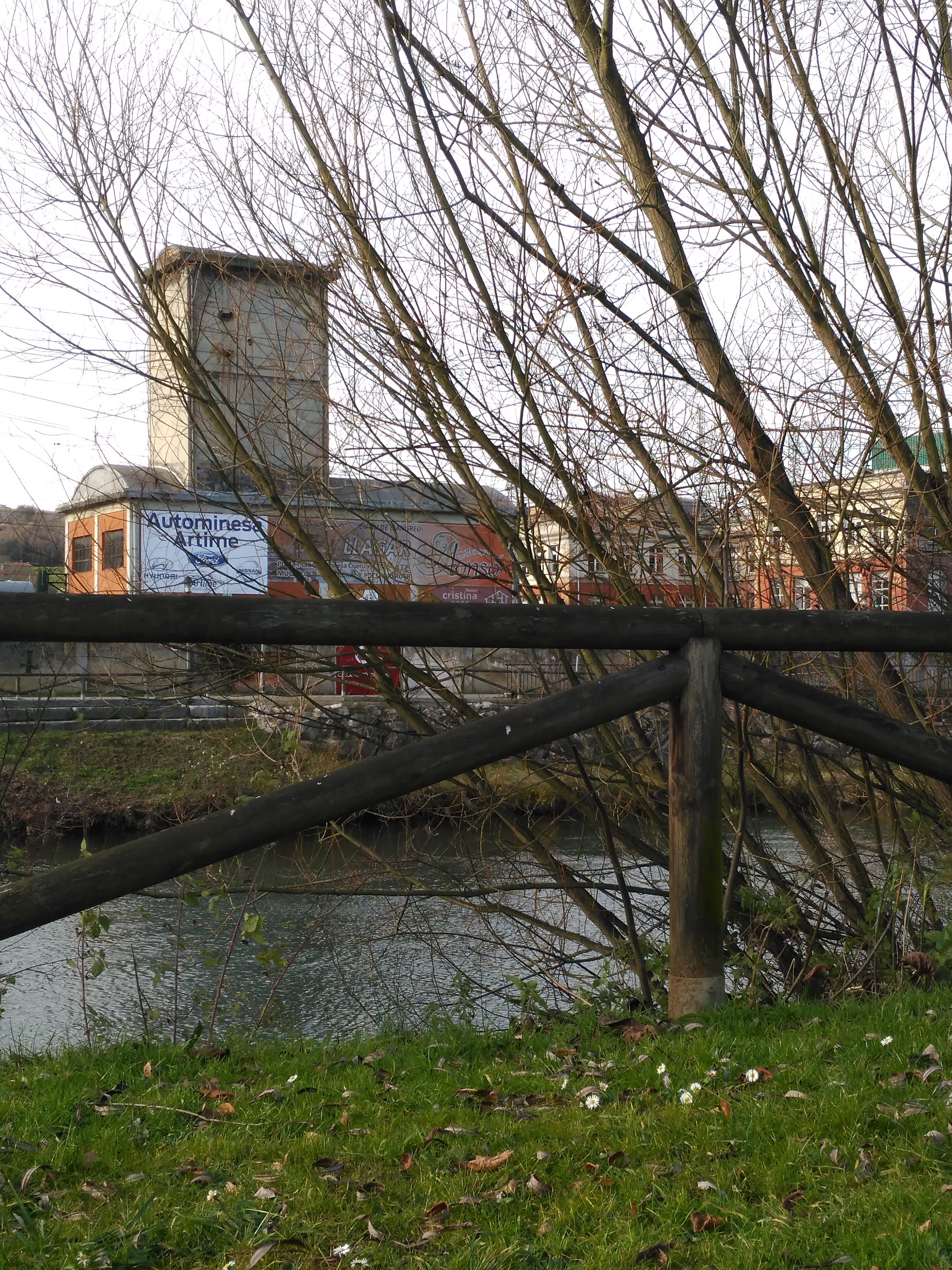

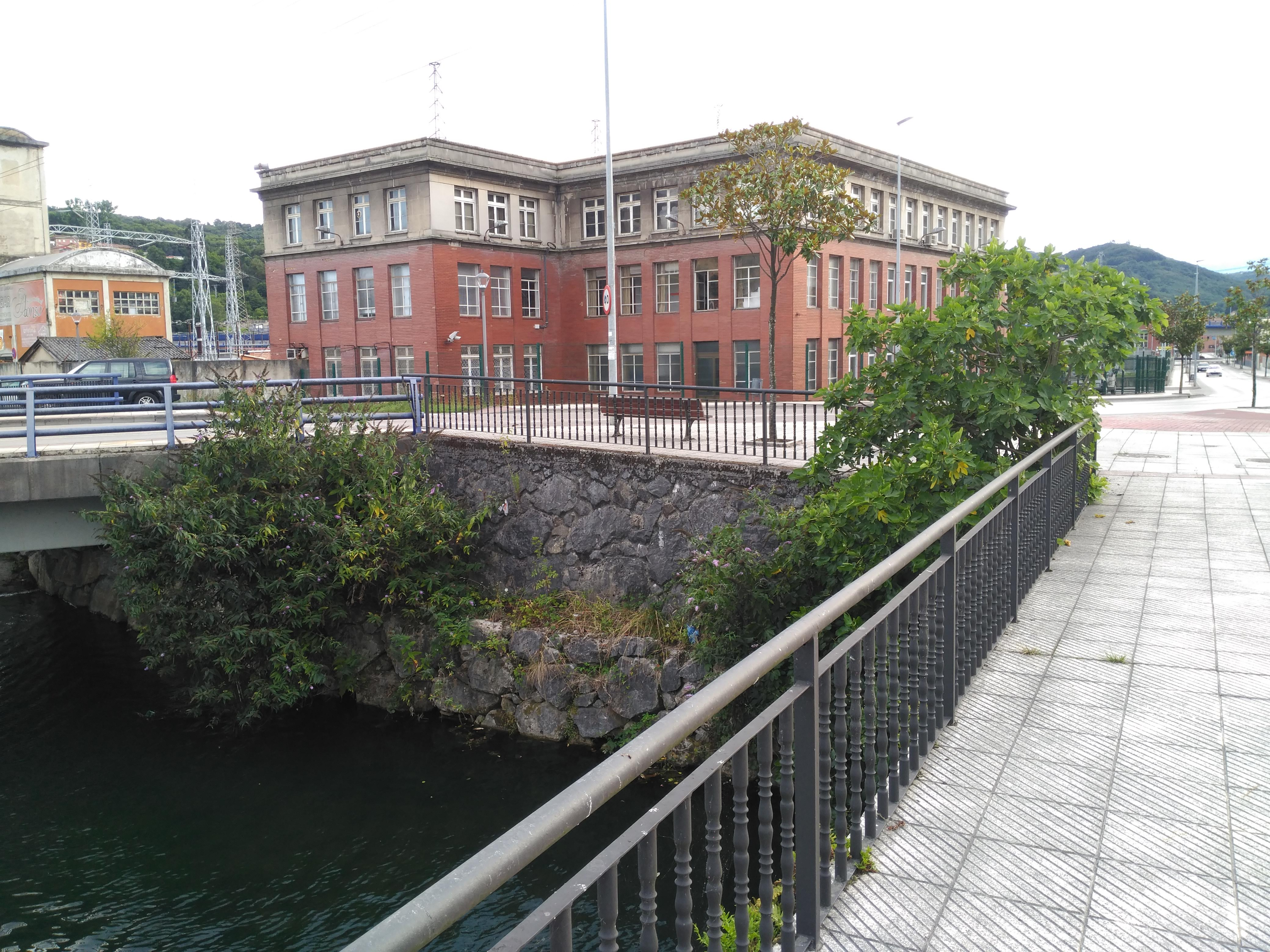
Antiguas oficinas, derribadas en 2023

Derco (acrónimo de «Derivados Del Cok») fue una empresa y fábrica de Langreo (Asturias). Fue la primera planta en España en producir productos químicos a partir del etileno en 1957.

## Historia
La empresa nació en 1951 promovida por Duro Felguera, Unión Española de Explosivos y el Banco Urquijo. Las citadas empresas industriales tenían fábricas en la zona y construyeron esta planta para aprovechar excedentes en el proceso de fabricación. Se construyó junto al río Nalón entre La Felguera y Lada. Para ello, y ante la carencia en España de ingenieros preparados para este tipo de estructuras, la empresa italiana Montecatini realizó una maqueta que fue trasladada y reproducida fielmente a tamaño real, lo cual llevó 6 años. 
En la posguerra fue necesario buscar fuentes de energía alternativas al petróleo. La planta aprovechaba el etileno de los altos hornos de la Fábrica de La Felguera que eran enviados a la SIN, donde se extraía el hidrógeno para la fabricación de amoníaco sintético. También se producían en Derco subproductos como diglicol etilénico y dicloroetano. Otra de las naves producía cloro, sosa cáustica, bromuro de etilo, e hipoclorito sódico, que daban lugar a antihumectantes, disolventes, anticongelantes, sustituvios de nitroglicerina, insecticidas para el arroz que se enviaba a Oriente, etc. Del mismo modo Derco llevaba a cabo el proceso conocido como Deoxo, único en España y probablemente en Europa en ese momento. 

#### Decadencia
Con la construcción de las refinerías en La Coruña, Puertollano, Huelva, Algeciras... la planta decayó al poder disponer en otras zonas de gran cantidad de petróleo. Parte de sus empleados fueron trasladados a  IQA (Tarragona) para trabajar en Shell y Hoechst Ibérica debido a la alta cualificación que habían obtenido en la fábrica langreana.

## Patrimonio actual
La planta Derco fue demolida casi íntegramente a excepción de dos edificios. Uno de ellos fue el edificio de oficinas, botiquín, laboratorio, comedor, aseos y vivienda. Se trata de un edificio racionalista diseñado por Alfonso Fernández Castañón, de planta irregular de tres alturas, decorado con plaqueta de ladrillo visto, habitual en la arquitectura de la zona en esa época. Servía además como imagen corporativa, ya que ocultaba las naves de producción. El otro es un antiguo transformador que posteriormente se usó como almacén por parte del Club de Piragüismo de Langreo hasta el desmantelamiento de dicho Club al suprimir el canal navegable del Nalón en 2022. En el año 2023 se derribó el edificio multiusos y en 2024 el transformador.

## Biografía
- SÚAREZ, J. L., Innovación Industrial en Asturias. 100 hechos destacables, Madu Ediciones, Siero 2003

- Datos: Q48781996